# دیاموند ولی (آریزونا)
دیاموند ولی (به انگلیسی: Diamond Valley) یک منطقهٔ مسکونی در ایالات متحده آمریکا است که در آریزونا واقع شده‌است. دیاموند ولی ۱٬۵۹۸ متر بالاتر از سطح دریا واقع شده‌است.